# Georg Albertsen
Georg Albert Christian Albertsen (født 12. juli 1889 på Frederiksberg, død 28. april 1961 i Gentofte) var en dansk kontorist og gymnast, som deltog i OL 1920.

## Gymnastikkarriere
Sammen med 19 andre danske deltagere deltog han i holdgymnastik efter frit system ved OL 1920 i Antwerpen. Kun to nationer stillede op, og Danmark fik 51,35 point på førstepladsen, mens Norge vandt sølv med 48,55 point.